# Manoir du Lohn
Le manoir du Lohn est un manoir situé dans la commune de Kehrsatz, dans le canton de Berne, en Suisse. Il a accueilli entre 1942 et 1994 les hôtes officiels de la Confédération suisse. Il est classé parmi les biens culturels d'importance nationale et régionale.

## Histoire

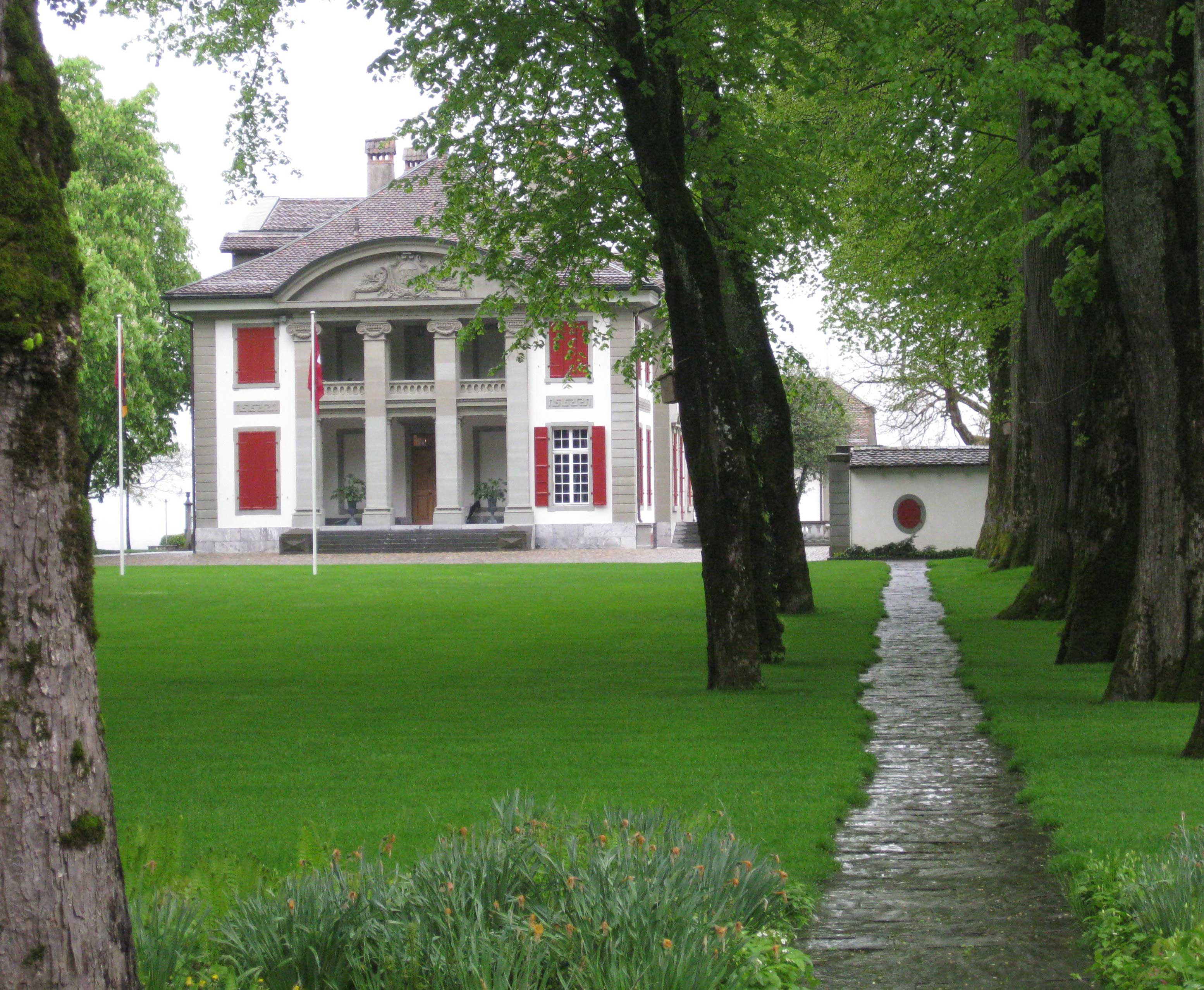
Le manoir du Lohn

Le manoir est construit par Beat Emmanuel et Marie Charlotte von Tscharner entre 1782 et 1783, sur des plans Carl Ahasver von Sinner, afin d'y accueillir leurs six enfants. Il est situé sur le domaine du Lohn, propriété de la famille Tscharner depuis le XVIIe siècle au moins. Il reste par la suite dans la famille.  
En 1897, il est acquis par l'homme d'affaires et historien du droit Friedrich Emil Welti, fils du conseiller fédéral Emil Welti. Il l'achète avec le dédommagement reçu lors son divorce d'avec sa première épouse Lydia Welti-Escher, accusée de l'avoir trompé pendant plus de 10 ans avec le peintre Karl Stauffer. Friedrich Emil Welti décède en 1940. Sa seconde épouse Helene Welti-Kammerer lègue le Manoir du Lohn à la Confédération suisse en 1942, en souvenir d'Emil Welti. 
Conformément aux souhaits de la légataire, le manoir est ensuite utilisé pour accueillir des chefs d'État en visite officielle en Suisse. Y séjournent notamment Winston Churchill, Pandit Nehru, Konrad Adenauer, Sukarno, Rainier et Grace de Monaco, Heinrich Lübke, Élisabeth II et le prince Philip de Grande-Bretagne, Karl Carstens, François Mitterrand, Richard von Weizsäcker et Lech Walesa. Il est restauré entre 1959 et 1960. Depuis 1994, les hôtes de la Confédération séjournent à l'hôtel Bellevue Palace. Le manoir du Lohn est ouvert au public plusieurs fois par an,,,.

## Intérieur
Le manoir est meublé en plus grande partie dans le style Empire. Les pièces sont équipées de poêles en faïence du XVIIIe siècle de Peter Gnehm et de la Manufacture Frisching. On y trouve également de nombreuses peintures de la collection Welti, y compris des œuvres d'Adriaen Brouwer, Ferdinand Hodler, Cuno Amiet, Albert Anker, Alexandre Calame, Marguerite Frey-Surbek et Rudolf Koller,.